# Caredariwka (obwód charkowski)
Caredariwka (ukr. Царедарівка) – wieś na Ukrainie, w obwodzie charkowskim, w rejonie łozowskim, w hromadzie Łozowa. W 2001 liczyła 784 mieszkańców, wśród których 746 wskazało jako ojczysty język ukraiński, 36 rosyjski, a 2 mołdawski.